# Love to Hate You (série télévisée)
Love to Hate You ( hangeul : 연애대전 ; hanja : 戀愛大戰 ; RR : Yeon-aedaejeon ; MR : Yŏ-naedaejŏn) est une série télévisée de comédie romantique sud-coréenne de 2023.
Elle est écrite par Choi Soo-young et réalisée par Kim Jung-kwon. Elle met en vedette Kim Ok-vin, Teo Yoo, Kim Ji-hoon et Ko Won-hee.
La série est produite par Kim Dong-hyeon et Jeon Gyu-ah puis éditée par Lee Yeong-rim.
Elle est sortie sur Netflix le 10 février 2023,.

## Synopsis
Yeo Mi-ran (Kim Ok-vin) est une avocate à l'esprit libre qui s'intéresse vivement à la justice sociale, en particulier lorsqu'elle concerne les femmes. Elle aime le sexe, mais a une mauvaise opinion des hommes et n'a pas peur d'utiliser ses compétences en arts martiaux pour battre les méchants. Un changement de circonstances l'oblige à accepter un emploi dans un grand cabinet d'avocats à majorité masculine, spécialisé dans le règlement des scandales des célébrités. L'un de ses clients est Nam Kang-ho (Teo Yoo), une grande star des films romantiques qui a une aversion pour les femmes.
Mi-ran surprend Kang-ho en colère, qui fait des remarques misogynes sur les femmes les qualifiant de rien de plus que des chercheuses d'or. Alors Mi-ran l'ajoute à sa base de données personnelle de connards. Elle a le pressentiment qu'il ne prépare rien de bon avec une écolière et envisage de se rapprocher de lui pour trouver des preuves révélant ses actes infâmes et le faire tomber...

## Distribution

### Acteurs principaux
- Kim Ok-vin dans le rôle de Yeo Mi-ran[4], une nouvelle avocate chez le cabinet d'avocats Gilmu qui est spécialisé dans le droit du divertissement.
- Teo Yoo dans le rôle de Nam Kang-ho[4], le meilleur acteur coréen de comédie romatique.
- Kim Ji-hoon dans le rôle de Do Won-jun[5], qui a abandonné son rêve de devenir acteur pour démarrer une entreprise de gestion et a guidé la carrière de Nam Kang-ho.
- Ko Won-hee dans le rôle de Shin Na-eun[5], la colocataire et meilleure amie de Yeo Mi-ran.

### Acteurs secondaires
- Lee Joo-bin dans le rôle d'Oh Se-na[6], le premier amour de Nam Kang-ho, surnommé « le premier amour de la nation ».
- Kim Sung-ryung dans le rôle de Choi Soo-jin[7]
- Song Ji-woo dans le rôle de Hwang Ji-ye[8],[9], une actrice débutante agissant aux côtés de Nam Kang-ho.
- Han Seo-jun dans le rôle de Yoon Sang-seop[10], un manager de Nam Kang-ho
- Choi Yoon-so dans le rôle de Grace[11]
- Jeon Shin-hwan dans le rôle de Lee Jin-seo[12], l'ex-petit-ami de Yeo Mi-ran
- Kim Ye-ryeong dans le rôle de Kim Eun-hee[13], la mère de Mi-ran et Dae-jun.
- Kim Do-yeon en tant que réalisateur de séries dramatiques[14]
- Jo Seung-hee dans le rôle de Kim Ji-woo[15]
- Prenez Aeon comme cascadeur[16]

### Apparitions exceptionnelles
- Song Jae-hee en tant que passager dans l'avion (Ep. 5)[17]
- Hong Woo-jin dans le rôle de Yeo Dae-jun (Ep. 8)[13]
- Yeon Jung-hoon en tant que célébrité (Ep. 9)
- Eugène en tant que célébrité (Ep. 9 et 10)
- Lee Yu-ri en tant que célébrité (Ep. 9 et 10)

## Production
Le 4 novembre 2021, Netflix a annoncé sa nouvelle série Love to Hate You avec Kim Ok-vin dans le rôle de Yeo Mi-ran, une avocate dans le droit du divertissement, et Teo Yoo dans le rôle de Nam Kang-ho, le meilleur acteur coréen de comédie romantique qui a une aversion pour les femmes.
Netflix annonce le même jour qu'elle serait réalisée par Kim Jung-kwon, écrite par Choi Soo-young, et produite par le studio de production Binge Works, une filiale du Studio S.
Le 15 novembre 2021, Ko Won-hee a rejoint le casting.
Cette série marque les retrouvailles de Kim Ji-hoon et Lee Joo-bin après avoir travaillé ensemble dans Money Heist : Korea – Joint Economic Area.

## Épisodes
La saison a été mise en ligne le 10 février 2023 sur Netflix.
1. Bad girl
2. Bad boy
3. Tant qu'il restera des bad boys...
4. Pas ce que j'attendais
5. L'amour est un jeu, pas la vie
6. Femme fatale contre homme fatal
7. Trigonométrie : spécial triangle amoureux
8. Changement de point de vue
9. Sous influence
10. Adieux passionnés

## Sortie
La série a été créée sur Netflix le 10 février 2023 et était disponible en streaming dans le monde entier.

## Bande originale

### Partie 1
Sortie le 6 février 2023
| N°             | Titre               | Paroles        | Compositeur                  | Artiste                   | Durée |
| -------------- | ------------------- | -------------- | ---------------------------- | ------------------------- | ----- |
| 1              | Sweet Dream         | Howl           | Park Geun-cheol Jeong Su-min | Miyeon et Yuqi ((G)I-dle) | 3:24  |
| 2              | Sweet Dream (Inst.) |                | Park Geun-cheol Jeong Su-min |                           | 3:24  |
| Durée Totale : | Durée Totale :      | Durée Totale : | Durée Totale :               | Durée Totale :            | 6:48  |

### Partie 2
Sortie le 9 février 2023
| N°             | Titre               | Paroles        | Compositeur                  | Artiste        | Durée |
| -------------- | ------------------- | -------------- | ---------------------------- | -------------- | ----- |
| 1              | Lovey Dovey         | Howl           | Park Geun-cheol Jeong Su-min | Taeil (NCT)    | 3:24  |
| 2              | Lovey Dovey (Inst.) |                | Park Geun-cheol Jeong Su-min |                | 3:24  |
| Durée Totale : | Durée Totale :      | Durée Totale : | Durée Totale :               | Durée Totale : | 6:48  |

### Partie 3
Sortie le 13 février 2023
| N°             | Titre                                                 | Paroles          | Compositeur                                   | Artiste        | Durée |
| -------------- | ----------------------------------------------------- | ---------------- | --------------------------------------------- | -------------- | ----- |
| 1              | Love to Hate You (그러니까 하고 싶은 내 말은)         | Big Naughty Dani | Big Naughty Dani Park Geun-cheol Jeong Su-min | Big Naughty    | 3:20  |
| 2              | Love to Hate You (그러니까 하고 싶은 내 말은) (Inst.) |                  | Big Naughty Dani Park Geun-cheol Jeong Su-min |                | 3:20  |
| Durée Totale : | Durée Totale :                                        | Durée Totale :   | Durée Totale :                                | Durée Totale : | 6:40  |

### Partie 4
Sortie le 16 février 2023
| N°             | Titre                               | Paroles        | Compositeur                  | Artiste                  | Durée |
| -------------- | ----------------------------------- | -------------- | ---------------------------- | ------------------------ | ----- |
| 1              | The Moment (너를 만난 순간)         | Howl           | Park Geun-cheol Jeong Su-min | Lily et Sullyoon (Nmixx) | 3:11  |
| 2              | The Moment (너를 만난 순간) (Inst.) |                | Park Geun-cheol Jeong Su-min |                          | 3:11  |
| Durée Totale : | Durée Totale :                      | Durée Totale : | Durée Totale :               | Durée Totale :           | 6:22  |

## Accueil

### Réception dans les pays anglophones
Le critique Joel Keller de Decider a écrit : « L'intrigue de Love To Hate You est définitivement artificielle, mais l'histoire de Mi-ran et la performance de Kim Ok-vin rendent la série très intéressante».
IMDb recense une moyenne de 7,8/10.

### Réception dans les pays francophones
Le drama est bien reçu dans les pays francophones, du côté des spécialistes comme des spectateurs.
La vidéaste Sam, dans son Guide des K-dramas : 150 recommandations de dramas asiatiques, apprécie que « le couple [soit] plus mature, la romance plus réaliste ». Elle souligne le féminisme véhiculé par la série, à des lieues du cliché de la demoiselle en détresse : « l'héroïne prend les devants dans la relation sans se laisser restreindre par les conventions sociales, [...] le héros la respecte et l'aime pour ce qu'elle est. Un couple sain et équilibré à l'alchimie indéniable ». Si elle juge le personnage de Mi-ran un peu caricatural, elle affirme néanmoins que sa personnalité « rafraîchit le genre » et espère qu'elle « inspirera d'autres héroïnes de comédies romantiques ».
Love to Hate You figure dans la sélection établie par Jessica Cohen, la créatrice du magazine K-Society, dans l'ouvrage K-dramas : 100 séries télé coréennes incontournables. Cette dernière définit la série comme « une romance moderne avec une héroïne forte qui n'hésite pas à utiliser à la fois la force brute et son pouvoir de séduction pour atteindre ses objectifs. En plus d'une romance mature et assumée, la série offre également une belle bromance et un [couple secondaire] potentiel ».
Le site spécialisé Nautiljon recense une moyenne de 8,4/10 et SensCritique une moyenne de 7,1/10.

## Voir Aussi